# Grand Coteau

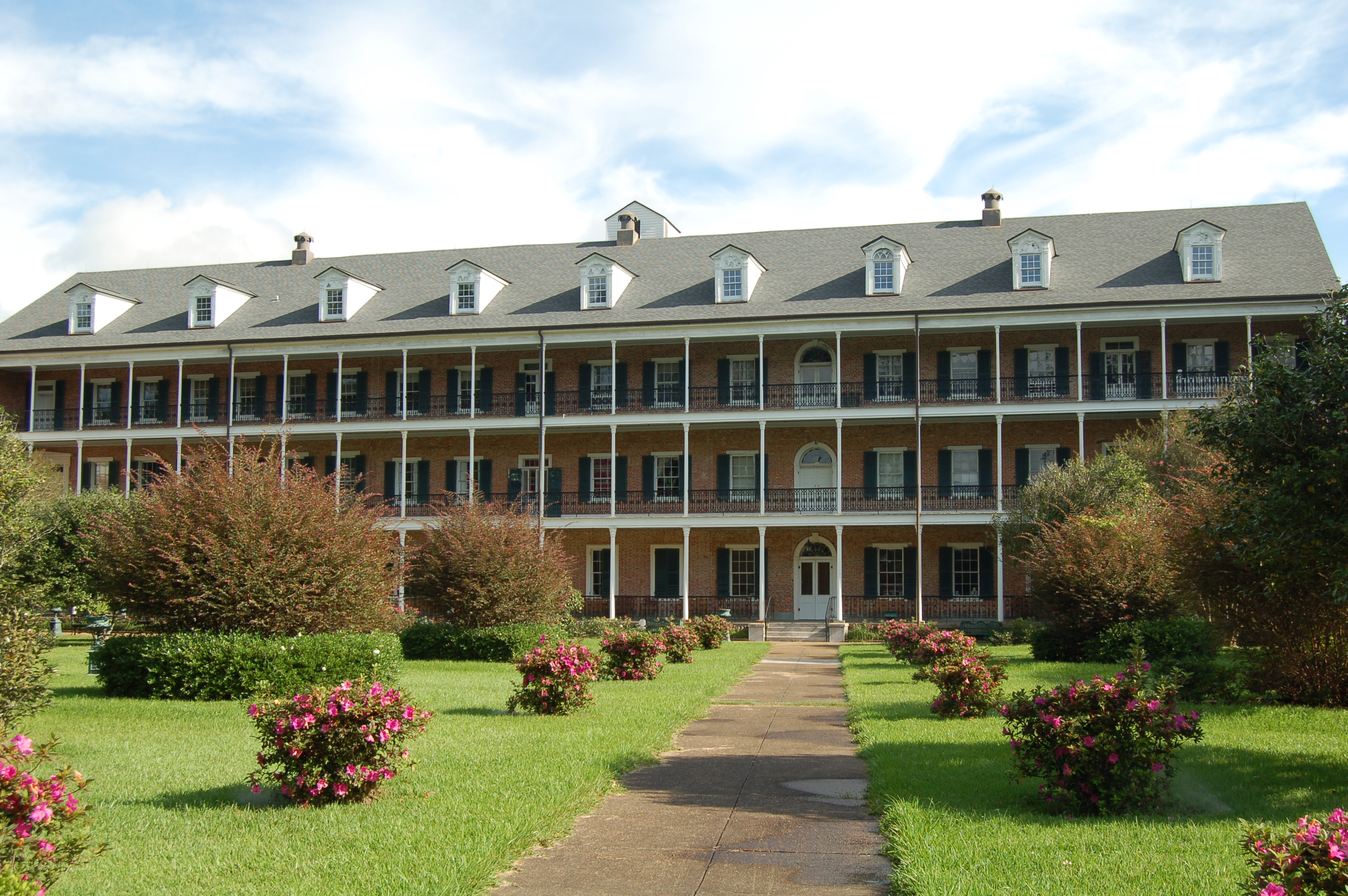
Academy of the Sacred Heart

Grand Coteau is een plaats (town) in de Amerikaanse staat Louisiana, en valt bestuurlijk gezien onder St. Landry Parish.
In 1821 werd in Grand Coteau de katholieke school Academy of the Sacred Heart opgericht. Een novice, Mary Wilson, zag er in 1866 een verschijning van Jan Berchmans en verklaarde door zijn tussenkomst te zijn genezen. Dit mirakel werd erkend door de katholieke kerk en droeg bij tot de canonisering van de heilige. In de school is een schrijn ter ere van de Belgische heilige ingericht en in 2016 werd het hart van de heilige tijdelijk overgebracht vanuit België ter aanbidding. Hij werd door de gemeenteraad uitgeroepen tot officiële patroonheilige van de plaats. Verder is er de katholieke Sint-Carolus Borromeüskerk uit 1879, met een eigenaardig mansardedak.

## Demografie
Bij de volkstelling in 2000 werd het aantal inwoners vastgesteld op 1040.
In 2006 is het aantal inwoners door het United States Census Bureau geschat op 1049, een stijging van 9 (0,9%).

## Geografie
Volgens het United States Census Bureau beslaat de plaats een oppervlakte van
6,3 km², geheel bestaande uit land.

## Plaatsen in de nabije omgeving
De onderstaande figuur toont nabijgelegen plaatsen in een straal van 12 km rond Grand Coteau.